# 유가치
유가치(劉可置, ? ~ ?)는 전한의 제후로, 치천의왕의 현손이다.

## 생애
아버지 유승시의 뒤를 이어 회창후(懷昌侯)에 봉해졌다.

## 출전
- 반고, 《한서》 권15상 왕자후표 上